# قناة العراقية الرياضية
قناة العراقية الرياضية إحدى قنوات شبكة الإعلام العراقي. تأسست القناة في 12 حزيران 2005 وابتدأ بثها الأرضي في بغداد وكربلاء والناصرية والبصرة ثم انطلقت للبث الفضائي على قمر النايل سات وتنقل القناة مباريات الدوري العراقي الممتاز ومباريات المنتخب العراقي والأندية العراقية.

## الحصول على حقوق نقلالدوري العراقي الممتاز
بعد تأسيس القناة في 2005 حاولت القناة الحصول على حقوق بث مباريات الدوري العراقي الممتاز الذي كان يبث على قناة النهرين وحصل اتفاق بين القناتين لنقل مشترك لمباريات الدوري بينها وبعد اغلاق قناة النهرين تحولت حقوق نقل الدوري إلى القناة العراقية الرياضية ولا زالت تملك الحقوق الحصرية للدوري إلى هذا الموسم (2019-20) وتقوم القناة بنقل ثلاث مباريات مباشرة لكل جولة من الدوري

## استوديوهات القناة
تمتلك القناة عدد قليل من الاستوديوهات التي تقدم بها برامجها المباشرة والمسجلة بواقع خمسة إلى ستة استوديوهات

## برامج القناة
للقناة عدد من البرامج ومنها
- برلمان الرياضية : وهو برنامج نصف شهري يعرض على شاشة القناة ويقدمه اياد ألجوراني ويناقش مختلف القضايا في الرياضة العراقية مع استضافة بعض المدربين أو اللاعبين والمسوؤلين الرياضيين
- الاستوديو التحليلي : وهو برنامج يعرض قبل وبعد كل مباراة تنقل مباشرة على القناة ويقدمه طه أبو رغيف وهشام عبد الستار وفيه تتم مناقشة الخطط الخاصة بالمباريات وتحليلها مع استضافة مدربين وخبراء مختصين
- أنت الحكم : وهو برنامج اسبوعي يقدمه طه أبو رغيف ويناقش الأخطاء التحكيمية في المباريات وقرارات الحكام مع استضافة حكام واعضاء لجنة التحكيم في العراق
- الدوري : وهو برنامج اسبوعي يناقش القضايا المتعلقة بالدوري العراقي الممتاز ومناقشتها ويقدمه طه أبو رغيف
- اوربيات : وهو برنامج يناقش قضايا الكرة الاوربية ومبارياتها وغيرها من الاحداث الكروية في أوروبا
- معايشة رياضية : وهو برنامج اسبوعي يقدمه اياد ألجوراني وكل حلقة من البرنامج تكون على رياضة معينة